# Picross 3D
Picross 3D, conosciuto in Giappone come Rittai Picross, è un videogioco rompicapo sviluppato da Nintendo e HAL Laboratory per Nintendo DS. È stato annunciato alla conferenza Nintendo del 2 ottobre 2008. È uscito in Giappone il 12 marzo 2009; in Europa il 5 marzo 2010 e nel Nord America il 3 maggio 2010. Utilizza meccanismi simili a Picross DS e Essential Sudoku DS, ma con una differenza, i puzzle sono in 3D. Al di fuori del Giappone, il gioco fa parte della lista Touch! Generations.

## Modalità di gioco
Nella modalità classica, si devono risolvere i puzzle dei vari livelli eliminando i cubi superflui fino ad arrivare all'immagine; se si fanno 5 errori il gioco termina. A seconda del tempo impiegato e degli errori si ricevono una, due o tre stelle, e una volta che se ne consegue un certo numero si sbloccano dei puzzle aggiuntivi e delle modalità alternative:
Sfida senza appello: bisogna risolvere un puzzle senza commettere errori, pena la fine del gioco;
Sfida a tempo: vengono aggiunti dei minuti aggiuntivi se si eliminano velocemente i cubi superflui;
Sfida dell'architetto: i puzzle da risolvere, messi insieme, formano un'unica figura.